# Nicolò Maria Lercari
Pour les articles homonymes, voir Lercari.
Nicolò Maria Lercari, né le 9 novembre 1675 à Taggia, dans l'actuelle province d'Imperia, en Ligurie, alors dans la république de Gênes et mort le 21 mars 1757 à Rome, est un cardinal italien du XVIIIe siècle.

## Biographie
Nicolò Maria Lercari exerce diverses fonctions au sein de la Curie romaine, notamment comme préfet des Cibuculi du Saint-Père et comme chanoine et doyen de la basilique des Latrans.
Il est nommé archevêque titulaire de Nazianze en 1724.
Le pape Benoît XIII le crée cardinal lors du consistoire du 9 décembre 1726. De 1726 à 1730, Nicolò Lercari est cardinal secrétaire d'État. En 1734 il est camerlingue du Sacré Collège. Il est vice-légat à Avignon de 1739 à 1744.
Le cardinal Lercari participe au conclave de 1730, lors duquel Clément XII est élu et à celui de 1740 (élection de Benoît XIV).

### Sources
- Fiche du cardinal Nicolò Maria Lercari sur le site fiu.edu